# Ponnamaravathi
Ponnamaravathy là một thị xã panchayat của quận Pudukkottai thuộc bang Tamil Nadu, Ấn Độ.

## Nhân khẩu
Theo điều tra dân số năm 2001 của Ấn Độ, Ponnamaravathi có dân số 11.710 người. Phái nam chiếm 49% tổng số dân và phái nữ chiếm 51%. Ponnamaravathi có tỷ lệ 75% biết đọc biết viết, cao hơn tỷ lệ trung bình toàn quốc là 59,5%: tỷ lệ cho phái nam là 82%, và tỷ lệ cho phái nữ là 68%. Tại Ponnamaravathi, 11% dân số nhỏ hơn 6 tuổi.